# Ряпосова
Ряпо́сова (рос. Ряпосова) — присілок у складі Алапаєвського міського округу (Верхня Синячиха) Свердловської області.
Населення — 4 особи (2010, 21 у 2002).
Національний склад населення станом на 2002 рік: росіяни — 100 %.